# Manoel Cordeiro
Manoel Cordeiro (Ponta de Pedras, 1955) é um multi-instrumentista, compositor, arranjador e, produtor musical brasileiro. Considerado um dos mestres da guitarrada, mestres da música amazônida, ritmos presentes na cultura nortista brasileira.
Contribuiu com cerca de 1000 discos, seja como músico participante, arranjador ou produtor.

## Biografia
Mudou-se com a família aos cinco anos para a cidade de Macapá, então Território Federal do Amapá, onde iniciou sua trajetória musical aos 12 anos de idade, quando estreou no programa Mini Gente transmitido pela extinta rádio Educadora, sob a direção da “Irmã Tereza”. Aluno do seu Pai, Raimundo Cordeiro (seu Mundinho), em Macapá ainda tocou em vários espaços como nos Três Padroeiros e auditório da Rádio Difusora de Macapá, em programas de calouros, cantando e acompanhando outros cantores, como Humberto Moreira, Raimundinho, Jô Masan…
Em l970, a partir dos 15 anos fêz parte dos conjuntos musicais EMBALO 7, OS INIMITÁVEIS (banda Musical da Guarda Territorial), OS COMETAS e ajudou a fundar o IBR SOM na Vila Maia hoje município de Santana junto com o Nando, Daca e Olavo. Aos 18 anos mudou-se para Belém e tocou em várias bandas, mas a banda de Elly Farias para ele foi a mais importante, pois em 1975 teve a oportunidade de gravar seu primeiro disco de Carimbó feito no Pará em formato de banda elétrica sob a regência do Maestro Antônio Carlos (Tinoco).
No teatro experimental Waldemar Henrique, participou ao lado de Vital Lima e Nilson Chaves. Do antológico show “Luz de Lampião”. Fez muitos shows no ramo da Música Popular Brasileira, entre os quais, o Especial em Homenagem a Elis Regina realizado no Teatro da Paz.
Em 1983, iniciou seus trabalhos de gravação, como produtor, músico e arranjador no estúdio Gravasom, foi quando teve a oportunidade de colocar suas idéias e pesquisas em prática, criando assim o ritmo da Lambada que todos dançamos e conheçemos. A partir desse momento passou a ser requisitado para gravar com artistas reconhecidos no meio artístico e musical, entre os quais destacamos Nazaré Pereira, Carlos Santos, Beto Barbosa, Roberta Miranda, Trio Los Angeles, Roberto Leal, José Orlando, Eliana, Banana Splitz, Marcia Ferreira e Alcyr Guimarães.
Na qualidade de pesquisador musical, realizou um trabalho reconhecido internacionalmente sobre Boi Bumbá com o grupo Carrapicho de Manaus (AM) que foi fenômeno de sucesso com a música Tic Tic Tac. Porém, possui outros trabalhos de pesquisa sobre ritmos como Marabaixo e Batuque com o Grupo Pilão de Macapá (AP), além do estudo sobre Marambiré com Beto Paixão em Santarém (PA).
Em 1990, para materializar suas pesquisas no campo da Música Popular da Amazônia, fundou a Banda Warilou, onde apresentou um repertório rico no som que chama de vertentes. A Banda tocava Lambada, Guitarrada, Zouk, Carimbo, Boi Bumbá, Marabaixo e Batuque, sendo este o grande marco na história das Bandas do Pará, até hoje servindo como referência e inspiração para muitas bandas atuais.
O projeto instrumental “Manoel Cordeiro & Sonora Amazônia” é o primeiro disco solo de Manoel gravado em 2015, focando nas vertentes musicais dançantes da Amazônia, retoma o universo tradicional, tanto quanto aponta para os caminhos contemporâneos da música tropical. Ele acredita que a experiência o ajudou a sintetizar o trabalho. Desse disco a faixa Asfalto Amarelo entrou na trilha musical do filme “Pequeno Segredo”, indicado ao Oscar 2015. A faixa também ganhou letra de Felipe Cordeiro e Zeca Baleiro e foi gravada por Fafá de Belém no álbum “Do Tamanho Certo para o meu Sorriso” produzido por Manoel, Felipe Cordeiro e Zé Pedro, disco que faz parte da comemoração dos 40 anos de carreira de Fafá e que venceu, nas categorias “Melhor Álbum” e “Melhor Cantora - Canção Popular”, o Prêmio da Música Brasileira 2016. Manoel em turnê com o show “Do tamanho certo para o meu sorriso” de Fafá de Belém percorrendo várias cidades do Brasil como São Paulo, Natal, Fortaleza, Recife, Porto Alegre e Belém e países da Europa como Portugal aonde se apresentaram no Coliseu de Lisboa e Porto.
Neste mesmo ano, Manoel Cordeiro formou com o filho, o também guitarrista Felipe Cordeiro, dupla intitulada Combo Cordeiro, de mesmo nome o álbum foi gravado nos estúdios da YB Music, na cidade de São Paulo (SP), entre março e abril de 2016.
No disco instrumental, Manoel e Felipe harmonizam os toques das respectivas guitarras com batidas eletrônicas entre levadas pop tropicais de ritmos em evidência no Norte do Brasil, como tecnobrega, boi digital, carimbó, cumbia e guitarrada. A revanche dos mestiços, Boi voador, Cumbia de Guadalupe, Lambada do Combu, Mãe do rio, Palácio dos bares, Prelúdio dourado, Tirando barato, Tu não tens coragem e Voadeira são as dez músicas que compõem o repertório autoral do álbum Combo Cordeiro.
Em 2017 o disco “No Embalo do Pinduca” produzido por Manoel Cordeiro foi indicado ao Grammy Latino.
Com Combo Cordeiro em 2018 teve Turnê Europeia que iniciou por Portugal, quando tocaram em Lisboa e no Porto, e depois foi para Moscou na programação do Brasil Music Club pela Copa do Mundo, seguiu para Tenerife, nas Ilhas Canárias, na Espanha, e para Berlim, na Alemanha, cidade onde já se apresentaram em 2012.
O som do Brasil ecoa no segundo álbum de Manoel Cordeiro. Lançado em 2019 “Guitar Hero Brasil” debruça principalmente sobre a região Norte, revisitando a identidade cultural amazônica, mas com colaborações que redimensionam a pesquisa sonora do artista. Em suas 12 composições, entre guitarradas, lambadas, bregas, carimbós e zouks, Manoel revisita ritmos como o Marabaixo de sua juventude - reconhecido como patrimônio cultural imaterial do Brasil, o Batuque do Quilombo do Curiaú e conjuga tudo isso num pop tropical brasileiro. Sempre, claro, através dela, a sua já inconfundível guitarra. Olhando para o topo do país, músicos como Kassin, Liminha, Pedro Garcia, Gustavo Ruiz, Luiz Chagas e Felipe Cordeiro festejam as raízes e apontam para os caminhos contemporâneos da música nortista. Zé Renato e Patrícia Bastos ajudam ainda a dar voz aos sons criados por Manoel Cordeiro.
Um dos produtores musicais mais influentes e celebrados da música popular da Amazônia, o multi-instrumentista Manoel Cordeiro, já contribuiu, seja como músico participante, arranjador ou produtor, em cerca de 1000 discos, em sua maioria trabalhos que mergulham no universo popular da região amazônica e nordeste brasileiro, entre 1979 e 1996 foi músico fundamental na consolidação das sonoridades de música popular nestas regiões, pioneiro em ritmos como a lambada e brega.
Manoel participou de alguns filmes como Amazônia Groove do paraense Marco André, o filme faz um retrato das histórias dos músicos da região, responsáveis pela criação do Boi Bumbá e dos ritmos tradicionais, culminando na invasão tecnológica que possibilitou o desenvolvimento de gêneros musicais como o tecnobrega. E Sotaque Elétrico de Caio Jobim, é um documentário que faz uma investigação sensorial sobre a guitarra elétrica brasileira, desde a viola de machete do século XIX até a atualidade.
Levadas de Festa de Manoel Cordeiro com Kassin, Marlon Sette e Pupillo chegou ao Sesc Digital e às plataformas de streaming no início de julho de 2022. “Um disco festivo, feito para celebrar a vocação brasileira para o movimento do corpo e os ritmos dançantes” é o que o compositor e multi-instrumentista paraense fala sobre a obra. Com tratamento técnico apurado, ele reúne músicos de diferentes vertentes para expressar a rica diversidade cultural, rítmica e festiva brasileiras.
LUZ DO MUNDO o curta Metragem em 10 de outubro de 2023 foi lançado "Luz do Mundo: Manoel Cordeiro". Filmado em Belém e em Ponta de Pedras, no Marajó Luz do Mundo é um prólogo à biografia de Manoel Cordeiro. Além de apresentar Manoel Cordeiro o curta traz depoimentos de ícones da música nortista no cenário nacional, como Dona Onete, Eloi Iglesias e Pinduca. Também participam a esposa Marli Sanches, o filho, Felipe Cordeiro e a cantora Layse. culminando com o momento de virada na vida e carreira de Manoel Cordeiro, quando após contrair o vírus COVID19, se deparou com a possibilidade de nunca mais tocar um instrumento musical, contudo uma Luz brilhou no mundo novamente, e a partir de então busca fazer tudo o que um dia imaginou em vida.
A médica, amiga, cantora Nayara Guedes, que acompanhou o tratamento do músico, aparece no curta cantando "Luz do Mundo", no quintal mais lindo e festivo de Belém.
Manoel Cordeiro dono de uma obra que reúne ritmos da cultura regional tendo hoje como o instrumento principal a guitarra é um dos produtores musicais mais influentes e celebrados da música popular da Amazônia.